# Séraphin Cherrier
Pour les articles homonymes, voir Cherrier.
Séraphin Cherrier (7 novembre 1762 – 13 juin 1843) est un marchand et homme politique du Bas-Canada. Il a représenté le Richelieu à l'Assemblée législative du Bas-Canada de 1815 à 1820.
Il est né à Longueuil, le fils de François-Pierre Cherrier et Marie Dubuc. Il fait ses études au Collège Saint-Raphaël à Montréal. Il exerce la médecine à Saint-Denis-sur-Richelieu où il est également en affaires. Cherrier est maître chantre de 1813 à 1819. En 1785, il épouse Marie-Louise Loubet. Cherrier est élu à l'Assemblée lors d'une élection partielle de 1815 tenue après que les résultats de l'élection de 1814 ont été déclarés invalides. Il ne s'est pas représenté pour l'élection de 1820. Il meurt à Saint-Denis, à l'âge de 80 ans.
Son frère Benjamin-Hyacinthe-Martin et son neveu Côme-Séraphin Cherrier ont également siégé à l'Assemblée. Sa sœur Rosalie a épousé Joseph Papineau et sa sœur Périne-Charles, Denis Viger.